# Wolf O'Donnell
Wolf O'Donnell (ウルフ・オドネル, Urufu Odoneru), soms Lord O'Donnell genoemd, is de leider van het Star Wolf-team en de aartsrivaal van Fox McCloud. Wolfs steeds wederkerende bemoeienis met Fox is een resultaat door Wolfs verleden met Fox' overleden vader, James. Wolfs huurlingenteam was in Lylat Wars/Star Fox 64 en ook in de remake Star Fox 64 3D ingehuurd door Andross om het Star Fox-team uit te schakelen. Het Star Wolf-team slaagt niet in deze missie, waardoor Wolf wraak wil nemen om persoonlijke redenen. Volgens de handleiding van Star Fox 64 zou Pigma invloed hebben gehad op Wolf om hem tegen Fox op te zetten. Zoals de handleiding vermeldt, is dit het ultieme gevecht tussen Fox en zijn rivaal. Als Pigma geen invloed had uitgeoefend op Wolf, waren Fox en Wolf misschien niet eens vijanden geworden. Misschien zouden de twee zelfs kunnen samenwerken.
Een scherpe karakteristieke verandering vond later plaats op Wolf. Jaren later, in Star Fox: Assault is Wolf weer eens van plan om het Star Fox uit te schakelen, maar een invasie van Aparoids zorgt ervoor dat Wolf Fox red van de ondergang. Hij beweert dat de enige reden hiervan is dat hij zelf met Fox wil afrekenen, hoewel hij Fox wel een advies gaf wat Fox later hielp. Ook helpt Wolf Fox op bepaalde momenten in Star Fox Command, waarin hij ook zegt een karig respect voor Fox te hebben, hetzelfde gebeurt in Star Fox Zero.
Wolf verscheen ook als speelbaar personage in Super Smash Bros. Brawl. In Super Smash Bros. Brawl, speelt hij geen rol in The Subspace Emissary, de verhaalmode van het spel, maar hij kan er wel in ontgrendeld worden als het is uitgespeeld. Wolfs uiterlijk in het spel is nogal veranderd; hij draagt een mix tussen zijn Assault- en Command-outfit en hij gedraagt zich kwaadaardig. Wolfs stem werd ingesproken door Hisao Egawa in de Japanse versie van Star Fox 64 en Mahito Ōba in de Japanse versie van Star Fox: Assault en Super Smash Bros. Brawl. In de Engelse versie van Star Fox: Assault werd zijn stem ingesproken door Grant Goodeve en in en in de Engelse versie van Super Smash Bros. Brawl en Super Smash Bros. Ultimate werd zijn stem ingesproken door Jay Ward.